# 宗座憲令
宗座憲令（拉丁語：constitutio apostolica），又稱宗座憲章、宗座制誥，是天主教會發出最高級的教宗詔書。憲令一詞在拉丁文稱為，原來指羅馬皇帝頒布的一切重要法律，基於教會法源於羅馬法，因而襲用之。
性質上，宗座憲令是公共文件。一般用於教會重大事件，例如頒布法律或者特別的訓導。另有教義憲令、牧民憲令等特殊標題。宗座憲令基於其莊重、公共的性質，以教宗詔書的形式發出。地位次於宗座憲令的文件稱為通諭。

## 宗座憲令的開頭
[教宗名號]，羅馬主教
天主眾僕之僕
為永久紀念事

## 著名宗座憲令
- 《主的普世羊群》，由若望保祿二世發出，規定教宗選舉的形式